# Sorex asper
Sorex asper (мідиця тяньшаньська) — вид роду мідиць (Sorex) родини мідицевих.

## Поширення
Країни поширення: Китай, Казахстан, Киргизстан. Вид, як відомо, живе у смерекових лісах, на вологих альпійських луках та заростях чагарників і очерету, зазвичай на висоті 2000–3000 метрів. 

## Звички
Він активний протягом усього року. Велика частина діяльності припадає на сутінки і ніч, але іноді зустрічається протягом дня. Його дієта різноманітна, але переважно складається з комах. 

## Цикл життя
Відтворення починається в кінці березня або на початку квітня. Народжується 1–8 (в середньому 5,3) дитинчат, які стають незалежними на початку липня. 

## Загрози та охорона
Загрози не відомі. Зустрічається в деяких охоронних територіях.